# Hyundai Motor Company
Hyundai Motor Company (часто називають Hyundai Motors (кор.: хангиль: 현대자동차, НЛ: Hyeondae Jadongcha слухатиⓘ) і широко відомий як Hyundai (кор.: хангиль: 현대, ханча: 現代, НЛ: Hyeondae, IPA: [ˈhjəːndɛ])) — підрозділ Hyundai Kia Automotive Group, п'ятого найбільшого світового виробника автомобілів за кількістю проданих автомобілів за рік. Головний офіс в Сеулі, Південна Корея. Hyundai оперує найбільшим у світі інтегрованим автомобільним заводом в Ульсані, який здатен за рік виробити 1.6 мільйонів автомобілів. Дочірне підприємства з виробництва вантажник автомобілів має штаб-квартиру у Чонджу.
Кажуть, що лого Hyundai, нахилене стилізоване 'H', символізує рукостискання двох осіб (компанії і користувача).[джерело?] Поширення помилкової вимови хюндай спричинене латинською транслітерацією слова 현대, яке насправді вимовляється як хьонде́ і означає сучасність, теперішні часи.
2024 року компанія випустила мільйонний автомобіль.

## Виробники

### В Кореї
- Південна Корея Hyundai Motor Company. Штаб-квартира розташована у м. Сеул. Основні виробничі потужності у:
  - м. Ульсан;
  - м. Асан, Південна провінція Чхунчхон;
  - м. Чонджу (станція Пондон), Північна провінція Чолла

### За кордоном
- США Hyundai Steel Industries Inc (причепи та контейнери). Штаб-квартира та основні виробничі потужності розташовані в м.  Лонг-Біч, штат Каліфорнія
- США Hyundai Motor America. Штаб-квартира та «Науково-дослідницький центр Хьонде» розташовані в м. Фаунтін-Веллі, штат Каліфорнія. Основні виробничі потужності у:
  - м. Фаунтін-Веллі, штат Каліфорнія;
  - м. Ервайн, штат Каліфорнія;
  - м. Суперіор Чартер Тауншіп, що у окрузі Воштено, штат Мічиган (штаб-квартира науково-дослідницького центру була переміщена сюди у 2005);
  - пустеля Мохаве — випробувальний полігон науково-дослідницького центру;
  - м. Монтґомері, штат Алабама («Hyundai Motor Manufacturing Alabama LLC»)
- Канада Hyundai Auto Canada Inc.. Штаб-квартира та основні виробничі потужності розташовані в м. Бромон, провінція Квебек (на даний час виробництво на цьому заводі призупинене і планується відновитися на новому заводі)
- Мексика Hyundai de Mexico SA de CV (причепи та контейнери). Штаб-квартира та основні виробничі потужності розташовані в м. Тіхуана, Вільний і незалежний штат Баха-Каліфорнія
- Бразилія Hyundai Motor Brasil Montadora De CV. Штаб-квартира та основні виробничі потужності розташовані в м. Пірасікаба, штат Сан-Паулу
- КНР Rongcheng HawTai Automobile Co.. Штаб-квартира розташована в м.  Пекін. Основні виробничі потужності у:
  - м. Жунчен, пров. Шаньдун;
  - м. Ордос, Внутрішня Монголія;
  - Яньбянь-Корейська автономна префектура (автобуси)
- КНР Beijing Hyundai Automotive Co Ltd. Штаб-квартира та основні виробничі потужності розташовані в м. Пекін, р-н Шуньї
- КНР Beijing Automotive Industry Holding Co.. Штаб-квартира та основні виробничі потужності розташовані в м. Пекін, р-н Сюаньу
- КНР Ziyang Nanjun Automobile Co. Ltd. Штаб-квартира та основні виробничі потужності розташовані в м. Ченду, пров. Сичуань
- Індія Hyundai Motor India Ltd. Штаб-квартира та основні виробничі потужності розташовані в м. Сріперумбудур, штат Тамілнаду
- Туреччина Hyundai Assan. Штаб-квартира розташована в м. Стамбул, р-н Кадикей. Основні виробничі потужності у м. Ізміт, іл. Коджаелі
- Чехія Hyundai Motor Manufacturing Czech s.r.o.. Штаб-квартира та основні виробничі потужності розташовані в м. Острава (р-н Грабова)
- Росія Hyundai Motor Manufacturing Russia. Штаб-квартира розташована в м. Санкт-Петербург. Основні виробничі потужності у м. Сестрорецьк, курортний район Санкт-Петербурга
- Росія ТагАЗ. Штаб-квартира та основні виробничі потужності розташовані в м. Таганрог, Ростовська область
- Італія Hyundai Automobili Italia Importazioni SA. Штаб-квартира та основні виробничі потужності розташовані в м. Мілан

## Моделі
Докладніше: Список автомобілів Hyundai

## Hyundai в Україні
Перший автосалон Hyundai відкрився в Україні у вересні 1999. Станом на кінець 2010 в Україні працює 73 дилерських представництв, в тому числі 10 у Києві і Київській області. Модельний ряд нараховує 18 автомобілів. Продажі Hyundai в Україні становили:
|                     | 2006  | 2007   | 2008   | 2009 | 2010 | 2011 |
| ------------------- | ----- | ------ | ------ | ---- | ---- | ---- |
| Продано автомобілів | 9 226 | 22 595 | 45 625 |      |      |      |
| Частка ринку        |       |        | 7,32 % |      |      |      |

В Україні в Черкасах збирали 3 моделі корейської автомобільної фірми Hyundai Motor Company — Tucson, Elantra та Accent.